# Коэн, Леонард
Леона́рд Но́рман Ко́эн (англ. Leonard Norman Cohen; 21 сентября 1934, Монреаль, Канада — 7 ноября 2016, Лос-Анджелес, США) — канадский поэт, писатель, певец и автор песен. Первый поэтический сборник опубликован в 1956 году, первый роман — в 1963 году.
В ранние годы песни Коэна основывались на фолк-музыке, в 1970-х тяготели к поп-музыке и кабаре. С 1980-х годов Коэн стал петь низким голосом в сопровождении синтезатора и женского бэк-вокала. Его песни часто эмоционально напряжённые и со сложными текстами. Среди тем, о которых пел Коэн, — религия, одиночество, сексуальность, сложные отношения между людьми.
Песни и поэзия Коэна оказали большое влияние на многих поэтов-песенников и музыкантов. Леонард Коэн введён в Канадский музыкальный зал славы; 19 апреля 1991 года стал офицером ордена Канады, а с 10 октября 2002 года — компаньоном ордена Канады, что является высшей наградой для гражданина этой страны. На его песни существует множество кавер-версий.

## Биография

### Юность
Коэн родился в 1934 году в Монреале (Квебек, Канада) в еврейской семье среднего достатка. Его отец, Натан Коэн (1891—1943), выходец из Польши, был владельцем известного магазина одежды. Он умер, когда Леонарду было девять лет. Мать, Маша Клоницкая (1905—1978), эмигрантка из Литвы, была дочерью ковенского раввина Соломона (Шлойме-Залмана) Клоницкого (1868—?), талмудиста, автора трудов по древнееврейской грамматике, сотрудника ряда периодических изданий на идише. Дед со стороны отца — первый президент Канадского еврейского конгресса Лион Коэн (1868—1937), сооснователь первой англоязычной еврейской газеты в Канаде Canadian Jewish Times. Родные Леонарда, как и другие евреи с фамилиями Коэн, Кац и Каган, считаются потомками храмовых священнослужителей. Сам Коэн вспоминает об этом так: «У меня было очень мессианское детство. Мне сказали, что я потомок первосвященника Аарона». Он ходил в еврейскую школу, где учился вместе с поэтом Ирвингом Лайтоном. Будучи подростком, Коэн научился играть на гитаре и сформировал фолк-группу под названием Buckskin Boys. Отцовское завещание обеспечило Коэну небольшой постоянный доход, достаточный для того, чтобы осуществить свои литературные амбиции.

### Занятия поэзией
В 1951 году Коэн поступил в университет Макгилла, где стал президентом Канадского университетского общества межколлегиальных дебатов. В то время наибольшее влияние на него имели такие поэты, как Уильям Йейтс, Уолт Уитмен и Генри Миллер. Его первый сборник поэзии, Let Us Compare Mythologies («Давайте сравним мифологии»), был выпущен в 1956 году, второй — The Spice-Box of Earth («Коробка пряностей земли») — вышел в 1961 году и принёс некоторую известность в литературных кругах. Окончив университет, Коэн проучился один семестр в юридической школе Макгилла и один год в Колумбийском университете.
В начале 1960-х годов Коэн вёл практически затворническую жизнь. Переехав на греческий остров Идра, он опубликовал романы The Favourite Game («Любимая игра») и Beautiful Losers («Прекрасные неудачники»). Первый из них представляет собой автобиографический роман воспитания о молодом человеке, который постигает свою личность через написание книг.

### Музыкальное творчество

#### 1960—1970-е
В 1967 году Коэн переехал в США, где началась его карьера фолк-музыканта. Он был заметной фигурой в компании американского художника Энди Уорхола. Сам Уорхол позднее утверждал, что одна из его протеже, певица Нико, сильно повлияла на музыкальный стиль Коэна. Одна из первых и наиболее известных песен Коэна, Suzanne («Сюзанна») стала хитом в исполнении Джуди Коллинз.
В том же году, после выступлений на нескольких фолк-фестивалях, он познакомился с продюсером Джоном Хаммондом и получил возможность записать свой первый альбом Songs of Leonard Cohen («Песни Леонарда Коэна»), куда, среди прочих песен, вошла и «Сюзанна», уже в исполнении самого Коэна. Альбом был восторженно принят в фолк-кругах и его композиции продержались в топе американских чартов более года, хотя и не принесли Коэну большого коммерческого успеха. За этим последовали альбомы Songs from a Room («Комнатные песни» с известными композициями Bird on the Wire — «Птица на проводе» и The Partisan — «Партизан»), Songs of Love and Hate («Песни любви и ненависти»), Live Songs («Живые песни»), и New Skin for the Old Ceremony («Новая кожа для старой церемонии»).
В 1971 году музыка Коэна была использована в фильме Роберта Олтмена «Маккейб и миссис Миллер». Песни Коэна звучали в фильме настолько органично, что многие ошибочно полагали, будто они были написаны специально для него.
В конце 1960-х — начале 1970-х годов Коэн устроил турне по США, Канаде и Европе. Критики высоко оценили его совместные выступления с пианистом Джоном Лиссауэром, но ни одно из них не было записано на плёнку. Тогда же началось его сотрудничество с певицей Дженнифер Уорнс.
В 1977 году Коэн выпустил альбом Death of a Ladies' Man («Смерть дамского угодника»), а год спустя сборник поэзии с очень похожим названием Death of a Lady’s Man. Альбом был записан при участии продюсера Фила Спектора, изобретателя технологии т. н. «звуковой стены». Этот подход очень сильно отличался от техники Коэна, предпочитавшего минимальное инструментальное сопровождение, поэтому запись альбома проходила нелегко. Говорят, что Спектор переписывал альбом на секретных студийных сессиях, а сам Коэн утверждал, что однажды Спектор угрожал ему арбалетом.
В 1979 году был записан альбом с незатейливым названием Recent Songs («Недавние песни»), выдержанный в более традиционном стиле. В его записи участвовала джаз-фьюжн группа, использовались некоторые восточные инструменты, как, например, уд, мандолина и цыганская скрипка.
После «Recent Songs» Коэн замолчал на целых пять лет, и появился снова с фильмом «Отель» в качестве режиссёра, автора сценария и музыки (фильм получил Золотую розу Международного телефестиваля в Монтре), «Книгой милосердия» и альбомом «Various Positions» (1985), песни из которого «Hallelujah», «The Law», «If It Be Your Will» звучат так, словно это современные псалмы. Никогда ещё религиозные мотивы в его творчестве не были так отчётливы и прямолинейны.

#### 1980-е

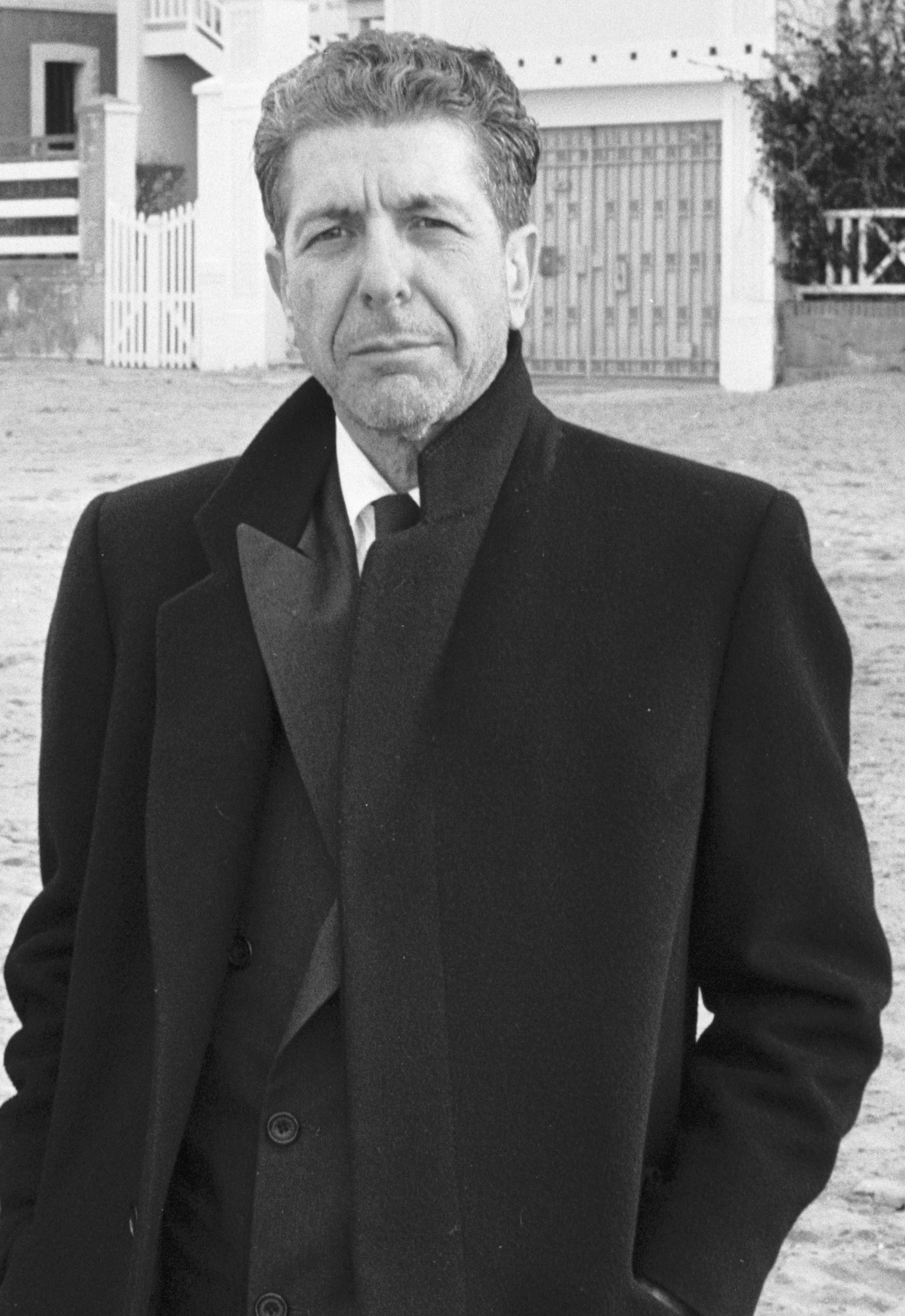
26 января 1988 года. Леонард Коэн в Трувиль-сюр-Мер, Франция

В 1984 году мир услышал один из крупнейших коэновских хитов — песню Hallelujah («Аллилуйя») с альбома Various Positions («Разные позиции»). Звукозаписывающая студия Columbia Records отказалась распространять альбом в США, где популярность Коэна в последние годы была не слишком высокой. Вообще, с течением времени музыка Коэна стала пользоваться большим спросом в Европе и Канаде. Однажды он иронически заметил, что потрясён той скромностью, с которой американские компании рекламировали его записи. В 1986 году Коэн сыграл в эпизоде «French Twist» телесериала «Полиция Майами».
В 1988 году, с выходом альбома I’m Your Man («Я твой мужчина»), стиль Коэна радикально изменился. На первый план вышли синтезаторы, а лирика сменилась сарказмом, горечью и критикой окружающей действительности. Этот альбом стал самым успешным со времён Songs of Leonard Cohen, а три песни оттуда — титульная, First We Take Manhattan («Вначале мы захватим Манхэттен») и Everybody Knows («Об этом знают все») — вошли в число его наиболее популярных композиций.
В Everybody Knows, написанной совместно с Шэрон Робинсон, Коэн поёт о социальном неравенстве, царящих в мире лицемерии, лжи и предательстве:

Все знают, что война окончена,

Все знают, что наши проиграли,

Все знают, что битва была предрешена,

Бедные остались бедными, богатые стали ещё богаче.

Вот как это происходит.

Все знают.

…

Все знают, что лодка дала течь,

Все знают, что капитан солгал,

У всех есть это странное чувство,

Будто их отец или собака умерли.

…

Все знают, что вы в беде,

Все знают, через что вы прошли,

От кровавого креста на вершине Голгофы

До пляжей Малибу…

и делает мрачные прогнозы на будущее (мотив, который получит своё развитие в песне The Future):

Все знают, что грядёт чума,

Все знают, что она движется быстро,

Все знают, что обнажённые мужчина и женщина —

Всего лишь сияющий артефакт прошлого,

Все знают, что всё мертво,

Но на твоей кровати будет установлен счётчик,

Который раскроет то,

Что все знают и без него.

#### 1990-е
После того как песня Everybody Knows прозвучала в фильме «Врубай на полную катушку», Коэном заинтересовались широкие массы. Большим спросом пользовался альбом The Future («Будущее»), три песни с которого — Waiting for the Miracle («В ожидании чуда»), Anthem («Псалом») и титульная — вошли в скандально известный фильм Оливера Стоуна «Прирождённые убийцы».
В заглавной песне Коэн, возможно, находясь под впечатлением от Лос-Анджелесского бунта 1992 года, предсказывает политический и социальный коллапс в духе библейских пророчеств: «Я видел будущее, брат мой, там — убийство. Всё расползётся по всем направлениям, ничто нельзя будет измерить. Вселенский смерч уже пересёк черту и разметал людские души». В песне Democracy («Демократия») Коэн говорит о своей любви к Америке, но критикует американцев за отсутствие интереса к политике и зависимость от телевидения: «Я не левый и не правый, сегодня вечером я просто останусь дома и затеряюсь в этом безнадёжном маленьком экранчике». «Democracy» использовалась в предвыборной кампании демократической партии США, и звучала на инаугурации Билла Клинтона[когда?].
В 1995 году Коэн высказал оригинальную идею о предстоящем референдуме об отделении Квебека от Канады:
Меня не интересует политическое отделение, гораздо лучше – географическое. Полагаю, всем жителям следует одновременно резко наклониться вбок и фактически оторвать Квебек от Канады и сдвинуть его на юг, к побережью Флориды. Это улучшило бы климат.
Пять лет, с 1994 по 1999 год, Коэн провёл в уединении в дзэн-буддийском центре Mount Baldy возле Лос-Анджелеса. Там он принял имя Jikhan, означающее «молчание», и стал дзэнским монахом.

#### 2000-е

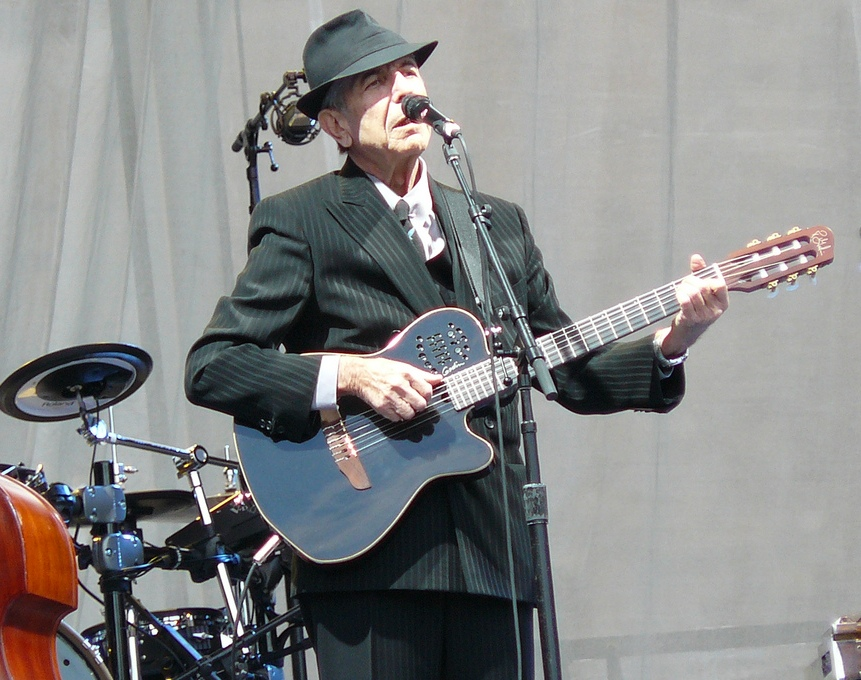
Леонард Коэн в Эдинбурге, Шотландия, 2008 год

Коэн вернулся к музыке только в 2001 году с альбомом Ten New Songs («Десять новых песен»), написанный в соавторстве с Шэрон Робинсон. Это, возможно, его самый меланхоличный и спокойный альбом. Dear Heather — альбом 2004 года — стал результатом сотрудничества с джазовой певицей и музыкантом Анджани Томас, Шерон Робинсон также участвовала в написании нескольких мелодий. В этом альбоме, настолько же светлом, насколько тёмным был предыдущий, отразилось изменение настроения Коэна: в своих интервью он признался, что дзэн-буддизм унял депрессию, мучавшую его на протяжении многих лет. Dear Heather — наиболее экспериментальный и шутливый альбом Коэна, разочаровавший многих его поклонников. Сам Коэн заявил, что этот альбом был чем-то вроде черновика, за которым должен был последовать более формальный вариант. Однако этого не произошло из-за юридических разборок с бывшим менеджером Коэна Келли Линч, которая, по словам музыканта, незаконно присвоила свыше 5 миллионов долларов из его пенсионного фонда.
Blue Alert («Синяя тревога») — альбом песен, написанных Коэном и Томас, в исполнении последней вышел в 2006 году. По словам одного из обозревателей, при его прослушивании возникает ощущение, будто «произошла реинкарнация Коэна в женское тело. Хотя он не спел ни одной ноты, его голос обволакивает альбом, как дым». В том же году Коэн впервые после долгого перерыва появился на публике на мероприятии в книжном магазине в Торонто. Он спел две свои ранние песни So Long, Marianne («Пока, Марианна») и Hey, That’s No Way To Say Goodbye («Эй, так не прощаются») в сопровождении рок-группы Barenaked Ladies и Рона Сексмита.
В 2008 году Коэн объявил о начале давно ожидаемого концертного тура, первого за последние 15 лет. Он стартовал во Фредериктоне, продолжился в различных городах Европы и Канады, включая выступления на фестивале The Big Chill и джазовом фестивале в Монреале, и получил восторженные отзывы критиков. Подлинную овацию вызвало исполнение песни Hallelujah на Глэстенберийском фестивале во время заката. 7 октября 2010 года состоялся единственный концерт Леонарда Коэна в России, с огромным успехом прошедший в Кремле. Перед началом концерта у Кутафьей башни была давка, а в Александровском саду очередь на вход растянулась на две сотни метров.
Вскоре Коэн был внесён в американский Зал славы рок-н-ролла в знак вхождения его «в высший эшелон наиболее влиятельных музыкантов эпохи».
В 2011 году ему присуждена Премия Принца Астурийского.

### Смерть
Леонард Коэн умер 7 ноября 2016 года в возрасте 82 лет в своём доме в Лос-Анджелесе. Причиной смерти стало падение с кровати. О смерти было объявлено 10 ноября;
в этот же день он был похоронен на еврейском кладбище Шаар Хашомайим (Уэстмаунт, Монреаль, Канада). В ноябре 2019 года вышел пятнадцатый — посмертный — студийный альбом Thanks for the Dance.

## Процесс творчества
Коэн часто говорил о том, что написание песен для него — тяжёлый процесс. Одна лишь песня The Future, по его словам, переписывалась десятки раз. В одном из интервью Коэн рассказал следующую историю:

Несколько лет назад мы с Бобом Диланом пили кофе в Париже. В то время он исполнял песню Hallelujah на своих концертах и спросил меня, сколько времени ушло на её написание. Я сказал: «Два года, почти целиком». Он был в шоке. Затем мы заговорили о его песне I And I и я спросил: «Сколько времени ты потратил на то, чтобы написать её?» Он сказал: «Практически 15 минут». Я чуть не упал со стула. И самое смешное в том, что я соврал. На самом деле, на Hallelujah ушло почти 5 лет. Конечно, и он соврал. У него, наверное, ушло минут десять.

## Факты
- Песня Коэна «Партизан» положена на музыку, написанную певицей русского происхождения Анной Марли (Смирнова) в Лондоне в 1942 году, во время Второй мировой войны[19][20].

Одна из наиболее часто перепеваемых песен Коэна — Hallelujah («Аллилуйя»). Её исполняли, среди прочих, американский музыкант Джефф Бакли, шведская прогрессив-метал-группа Pain of Salvation, американская рок-группа Bon Jovi, Боно, Джон Кейл и французская певица Ванесса Паради, а также Честер Беннингтон.
Песня звучит в фильмах «Афера под прикрытием», «Оружейный барон», «Шрек», «Хранители», «Босиком по мостовой» (в последнем — в исполнении Ри Гарви), «Воспитатели», «Святой Ральф» (в исполнении Горда Дауни) и сериалах «Мыслить как преступник», «Клиника», «Скорая помощь» и «Доктор Хаус». Также эта песня прозвучала на открытии Олимпиады-2010 в Ванкувере в исполнении K.D. Lang.
- Леонард Коэн упоминается в песне «Pennyroyal Tea» группы Nirvana.
- В честь одной из песен Коэна названа британская группа The Sisters of Mercy[21].
- Сын Адам Коэн[англ.], как и отец, — певец и автор песен.
- Виктор Пелевин использовал строчки из песен Леонарда для эпиграфов[22][23]. Рассказ Пелевина «Who by fire» получил название в честь одноимённой песни Леонарда Коэна.
- Принц Чарльз в интервью The Guardian однажды признался, что ему всегда нравился голос Леонарда Коэна, отметив, что его «нетривиальные слова и музыка отсылают к узнаваемому миру Дали». В интервью наследный принц особенно отметил песню «Take This Waltz»[24].

## Дискография
- Songs of Leonard Cohen (1967, переиздан в 2007)
- Songs from a Room (1969, переиздан в 2007)
- Songs of Love and Hate (1971, переиздан в 2007)
- Live Songs (1973)
- New Skin for the Old Ceremony (1974)
- Death of a Ladies’ Man (1977)
- Recent Songs (1979)
- Various Positions (1984)
- I’m Your Man (1988)
- The Future (1992)
- Cohen Live: Leonard Cohen in Concert (1994)
- Field Commander Cohen: Tour of 1979 (2001)
- Ten New Songs (2001)
- Dear Heather (2004)
- Live in London (2009)
- Live at the Isle of Wight 1970 (2009)
- Songs from the Road (2010)
- Old Ideas (2012)
- Popular Problems (2014)
- You Want It Darker (2016)[25]
- Thanks for the Dance[англ.] (2019)

## Книги
- Let Us Compare Mythologies (стихи) 1956
- The Spice-Box of Earth (стихи) 1961
- Любимая игра (роман) 1963
- Цветы для Гитлера (стихи) 1964
- Прекрасные неудачники (роман) 1966
- Parasites of Heaven (стихи) 1966
- Selected Poems 1956—1968 (стихи) 1968
- The Energy of Slaves (стихи) 1972
- Death of a Lady’s Man (стихи и проза) 1978
- Книга Милосердия (стихи, проза/псалмы) 1984
- Музыка незнакомца (стихи и песни) 1993
- Book of Longing (стихи, проза, рисунки) 2006
- Пламя (стихи, проза, рисунки) 2018

### Публикации на русском языке
- Прекрасные неудачники. М.: Аналитика-пресс, 2001. Пер. А. Грызуновой.
- Любимая игра. М.: Аналитика-Пресс, 2002. Пер. А. Грызуновой.
- Цветы для Гитлера. М.: ЭКСМО, 2004. Пер. А. Грызуновой, М. Немцова, С. Львовского.
- Блистательные неудачники. М.: Рипол Классик, 2005. Пер. М. Гурвица.
- Избранные стихотворения. В переводах Андрея Олеара. / Пер., сост., прим., предислов. А. Олеара. Худож. Евгений Беляев. — Томск: PaRt.com, 2006. — 142 с.
- Стихи. Пер. А. Нестерова // «Иностранная литература» № 11, 2006.
- Грех. Блистательные неудачники. М.: Рипол Классик, 2008. Пер. М. Гурвица.
- Пламя. М.: Эксмо, 2020.

## Фильмография

### Композитор
- Hallelujah (2016), реж. Джек Сальвадори (короткометражка)
- Леонард Коэн: Я твой мужчина (2005), реж. Лиан Лунзон
- Волшебная ночь (1985), реж. Льюис Фьюри
- Other Tongues (1984)
- Who’s He Anyway (1983) (короткометражка)
- Satellite (1968)
- Ангел (1967), реж. Дерек Мэй

### Документальные фильмы
- Леонард Коэн: птичка на проводе (2010), реж. Тони Палмер
- Марианна и Леонард: Слова любви (2019), реж. Ник Брумфилд

### Актёр
- Omega (2016)
- Yesno (2010) — короткометражка
- Полиция Майами: Отдел нравов (сериал, 1984—1990)
- I Am a Hotel (ТВ, 1983) — короткометражка
- Poen (1967) — рассказчик, озвучка; короткометражка
- Игра Эрни (1967)